# I maghi delle auto
I maghi delle auto (Classic Car Rescue) è un programma televisivo trasmesso in Italia da DMAX dal 2013.
I protagonisti sono l'italo-canadese Mario Pacione (doppiato da Gianluca Iacono) e l'inglese Bernie Fineman (doppiato da Riccardo Peroni), che gestiscono un'officina vicino a Londra. I due comprano vecchie auto, in genere degli anni sessanta e settanta, e con l'aiuto della loro squadra di meccanici e carrozzieri le sistemano e le rimettono a nuovo per poi rivenderle.
Il programma è uno spin-off della serie London Garage in onda anch'esso su DMAX, dove Bernie è il socio di Nizamuddin "Leepu" Awlia, il proprietario dell'officina Chop Shop che si trova nella comunità bengalese di Londra, e insieme a lui crea auto per alcuni personaggi famosi inglesi e non.
Le età dei protagonisti non si conoscono, ma in una puntata Bernie dice di essere un ultrasessantenne e quando i due soci vanno a vedere una Mini del 1971 Mario dice di essere più giovane dell'auto.